# Henri Ey
Henri Ey (Banyuls-dels-Aspres, 10 de agosto de 1900 - Banyuls-dels-Aspres, 8 de noviembre de 1977) fue un psiquiatra y psicoanalista francés, conocido para haber procurado acercar la psiquiatría con el psicoanálisis.
Muy fecundo por sus escritos, particularmente el Tratado de Psiquiatría, y por su enseñanza de casos clínicos en la biblioteca del hospital parisino de Sainte-Anne, mientras dirigía un hospital psiquiátrico en Bonneval, en Eure-et-Loir. Su concepción de la psiquiatría gravita alrededor del organodinamismo.

## Ideario
Henri Ey destaca a la vez las bases orgánicas (herencia, fisiopatología, neurotransmisores, etc.) y la perspectiva dinámica psicoanalítica, basada en la audición de la parole del sujeto. Su enfoque se denomina organodinamismo.
El organodinamismo intenta realizar una síntesis entre los síntomas psiquiátricos y los datos neurofisiológicos. Para ello se basa en la idea de que la falla de una determinada función puede engendrar el desarrollo excesivo de otra adyacente.
Sus fuentes históricas y teóricas se pueden encontrar en la corriente jacksoniana y neo-jacksoniana.
Históricamente, el jacksonismo en la psiquiatría ha consistido en abordarla como interambio entre el hecho clínico neurológico y el evolucionismo. 
En los años 30 aparecieron ciertas obras de John Hughlings Jackson de las que se concluía que el modelo de Jackson era también aplicable a la psiquiatría; por ejemplo se ha utilizado en la descripción de la esquizofrenia (en cuanto a la distinción entre síntomas primarios y secundarios).
Defendió (a partir de 1936 y hasta su muerte) una teoría médico-filosófica, el organodinamismo (OD) que es un «neo-jacksonismo», ya que según J.H. Jackson la oposición entre los fenómenos negativos y positivos, expresados en el fenómeno de la disolución (*) implican una inscripción corporal del déficit, una tendencia a la mantención o a la restauración de conjuntos de significantes (referencia a la Ganzheitstheorie de Goldstein), una jerarquía de niveles y una normativa evolutiva del organismo (referencia a Spencer y a Fr. Jacob) ; en fin, una ontología estratificada de niveles del ser (referencia a Nicolaï Hartman).
Todo esto se desarrolló en un juego « dialéctico » en el que se apoyan las oposiciones al interior de dipolos que constituyen los « 7 conceptos claves » en que culmina el Tratado de las alucinaciones (1973) : parejas antinómicas que «no se pueden definir más que por su contrario, es decir aunque se excluyen recíprocamente, se sostienen» (paradigma de distinción-conjunción de Edgar Morin). Estos son:
1. - el sujeto y el objeto
2. - el yo y los otros
3. - la conciencia y el inconsciente
4. - lo simbólico (arraigado en el cuerpo) y el pensamiento abstracto
5. - lo real y lo imaginario
6. - la expresión (del deseo) y la creación (de la obra)
7. - la voluntad y el automatismo.

El aspecto negativo se inicia con una advertencia: no es ni prudente, ni razonable realizar una inferencia directa desde el perturbación orgánica a su materialización en y por el síntoma (mecanicismo). Siempre habrá una «divergencia órgano-clínica». Se subentiende que existe un proceso de reorganización en el proceso de desorganización y que existirá siempre un evento psíquico tras el hecho psicopatológico. Por tanto, si la sintomatología es, en cuanto a su manifestación, relativamente independiente de la perturbación negativa, ella es siempre patogenéticamente dependiente.
El aspecto positivo abarca todas las producciones de la creación artística, de la inspiración poética, de la «locura» (el «núcleo lírico» de la humanidad) y por tanto le asigna un lugar importante al psicoanálisis. Un psicoanálisis cuyo imperialismo Ey combate (1970), pero cuyos conceptos emplea; ansioso no de derribar a Freud sino que de completarlo. Su proyecto puede resumirse en uno de sus aspectos importantes como «la unificación de la psiquiatría y del psicoanálisis».

## Crítica
Tras el organodinamismo se encuentra la idea de que la oposición existente entre psiquis y soma, entre psicogénesis (causalidad psíquica) y organogénesis no es puramente heurística. El ser humano, su « cuerpo psíquico » no es dual, sino bipolar. El cuerpo históricamente se prolonga en el espíritu o incluso, por hablar con Aristóteles y Tomás de Aquino, el espíritu es la forma del cuerpo. Teoría siempre refutable según los principios popperianos, síntesis ambiciosa pero abierta (hospitalidad de esta teoría como tal, legendaria, del hombre), sobre todo marco de trabajo útil y hasta cada vez más indispensable en la confusión epistemológica actual, en el contexto de la fragmentación de las teorías y las prácticas de la medicina psiquiátrica.

## Ey en Japón
Al docto Henri Ey siempre le emocionó el interés que demostraron los psiquiatras Japoneses con respecto a su obra (como se manifiesta en su correspondencia con el Profesor Hiroshi Ohashi de Kioto y Osaka, en 1969, a propósito de la traducción de La Conciencia). Pero este interés se había estado manifestando desde 1939, en tiempos bien agitados (carta de O.Miyagi, de Tokio, conservada en archivos), a propósito de su concepción órgano-dinámica.
Más recientemente, en enero de 1995, en Internet, el doctor Fuyuhiko Furukawa (del Women's Medical College de Tokio), con ocasión de un intercambio con psiquiatras norteamericanos que no habían jamás oído hablar de H.Ey, declaró que « Henri Ey es uno de los psicopatólogos más conocidos en Japón ». Este psiquiatra norteamericano después se disculpó por sus « lagunas » al enterarse de que H. Ey había sido traducido al inglés, en 1978 por Indiana University Press (Consciousness) y de que era doctor honoris causa de la Universidad de Montreal.

## Obras
- Tratado de Psiquiatría, Editorial Masson, 1995, ISBN 84-458-0318-2
- Hallucinations et Délire, Alcan 1934. réédité: Ed.: L'Harmattan; 2000, ISBN 2-7384-7843-3
- Des idées de Jackson à un modèle organo-dynamique en psychiatrie, Doin 1938, Privat 1975, L’Harmattan 2000, ISBN 2-7384-5926-9
- Le Problème de la psychogenèse des névroses et des psychoses (avec L. Bonnafé, S. Follin, J. Lacan, J. Rouart), Desclée de Brouwer,1950.Réédition 1977 et 2004 (Tchou)
- Études psychiatriques : Desclée de Brouwer t.I, 1948, 296p; t.II. 1950, 550p; t.III 1954. réédité en 2 volume et un CDRom, Préface Patrice Belzeaux et Jean Garrabé, Ed.: CREHEY Cercle de Recherche et d'Edition Henri Ey; 2007, ISBN 2-9527859-0-2
- Traité de psychiatrie de l’Encyclopédie Médico-chirurgicale (avec 142 collaborateurs), 3 t. 1955.
- Manuel de psychiatrie (avec Bernard et Brisset), Masson 1960, 5 fois réédité.
- L’Inconscient 1 vol. Desclée de Brouwer 1966, 2004 (Tchou), réédition: L'Inconscient : VIe colloque de Bonneval, Ed.: Bibliothèque des Introuvables, 2006, ISBN 2-84575-187-7
- La Conscience, l vol. PUF 439p (1963) et Desclée de Brouwer 1968.
- Conscience, article in Encyclopædia universalis, vol.IV, mai 1969,922-927.
- La dissolution de la conscience dans le sommeil et le rêve et ses rapports avec la psychopathologie. Esquisse d'une théorie de la relativité généralisée de la désorganisation de l'être conscient et des diverses maladies mentales, in l'Evolution psychiatrique, rééd.: 2007, n0 72, ISBN 2842998981
- Traité des hallucinations, Masson 1973, 2 tomes., 2004 (Tchou), Réédition T.1, Ed.: Bibliothèque des Introuvables, 2006, ISBN 2-84575-185-0, Tome 2, Ed.: Bibliothèque des Introuvables, 2006, ISBN 2-84575-186-9
- La Notion de schizophrénie (séminaire de Thuir), Desclée de Brouwer 1975.
- Schizophrénie: études cliniques et psychopathologiques, Ed.: Empecheurs Penser en Rond, 1996, ISBN 2-908602-82-2
- Psychophysiologie du sommeil et psychiatrie. Masson 1974.
- Défense et illustration de la psychiatrie, Masson 1977.
- Naissance de la médecine. 1 vol. Masson, 1981.
- Le déchiffrement de l'inconscient ; Travaux psychanalytiques, (texte de 1964), Ed.: L'Harmattan, 2005, ISBN 2-7475-8008-3
- Neurologie et psychiatrie, (texte de 1947), Ed.: Hermann, 1998, ISBN 2-7056-6372-X
- Consciousnes: : A Phenomenological Study of Being Conscious and Becoming Conscious, Trans John H. Flodstrom, Bloomington/London: Indiana University Press, 1978.

## Sobre Ey
- Hommage à Henri Ey, Évolution psychiatrique n° spécial 1977, 530 p. (48 auteurs); avec la Bibliographie complète des œuvres de H. Ey par J.Grignon (présente aussi sur le site de l’Association H.Ey: <www.ey.asso.fr> ).
- Blanc (CJ), Durand, (Ch.), Kammerer (Th.), Laboucarié (J.) : article "Henri Ey" in Encyclopædia Universalis Plurisciences 1978.
- Coffin, Jean-Christophe, ed. 2008. Conceptions de la folie & pratiques de la psychiatrie. Autour d'Henri Ey. Perpignan: Association pour la Fondation Henri Ey.
- Tatossian (A.), Albernhe (T.) et Roux (J.) : La pensée de Henri Ey. Ed. médicales Spécia, 1990.
- Blanc (CJ.) : 
  - Henri Ey, théoricien de la conscience, Actualité d’une œuvre historique, in Psychiatrie française 1996, n°1,33-46.
  - Psychiatrie et pensée philosophique. Intercritique et quête sans fin. 1 vol. L’Harmattan 1998.
- Blanc (CJ), Chazaud (J.) et coll.: La Psychopathologie et la philosophie de l’esprit au Salon. 1 vol. L’Harmattan, 2001.
- Garrabe (J.)
  - Les Etudes cliniques et psychopathologiques sur la schizophrénie de H.Ey. Empêcheurs/Synthelabo 1996.
  - Henri Ey et la pensée psychiatrique contemporaine. Empêcheurs,1997.
- Palem (R.M), Belzeaux (P.) et coll.: Henri Ey, un humaniste Catalan dans le siècle et dans l’Histoire, 1997, Ed.Trabucaire, 2 rue Jouy d’Arnaud 66140 Canet-en-Roussillon.
- Palem (RM.)
  - H. Ey psychiatre et philosophe. Ed.Rive droite, Paris, 1997
  - La modernité d’H. Ey: l’organodynamisme. Desclée de Brouwer éd.1997 et Soronsha Tokyo 2004 (trad. T.Fujimoto).
  - Organodynamisme et neurocognitivisme. L'Harmattan éd.2006
- Prats (Ph.) : Une psychiatrie philosophique : l’organodynamisme comme anthropologie, L’Harmattan éd., 2001.
- Belzeaux (P.) : Vie et œuvre de H.Ey (chronologie) sur le site WEB de l’Association pour la Fondation H.Ey : <www.ey.asso.fr>
- Charles (M.): Ey-Lacan: du dialogue au débat ou l'homme en question. L'Harmattan 2004. -Henri Ey psychiatre du siecle XXIme. Actualité de l'œuvre d'Henri Ey", collectif de l’Assoc. Fondation HEY, Ed. : L'Harmattan, 2000.
- Jacques Chazaud, Lucien Bonnafé : La folie au naturel, le premier colloque de Bonneval comme moment décisif de la psychiatrie, l'Harmattant, 2005, ISBN 2-7475-9836-5
- Evans (Ph.) : Henri Ey’s concepts of the organisation of Consciousness and its disorganization: an extension of Jacksonian theory. Brain vol.95, II,1972,413-440.
- Benedetto Farinaa, Maurizio Ceccarellib, Massimo Di Giannantonioc. (2005) Henri Ey's Neojacksonism and the Psychopathology of Disintegrated Mind. Psychopathology, 38, 285-290.
- Herbert Spiegelberg. Phenomenology in French Psychiatry: Henri Ey. In Spiegelberg's Phenomenology in Psychology and Psychiatry. Northwestern University Press. pages 114-120